# Corneanu, Buzău
Corneanu este un sat în comuna Odăile din județul Buzău, Muntenia, România. Se află în zona înaltă a Subcarpaților de Curbură.